# Isbrueckerichthys
Isbrueckerichthys (Ісбрюкеріхтис) — рід риб з підродини Neoplecostominae родини Лорікарієві ряду сомоподібні. Має 5 видів. Названо на честь нідерландського іхтіолога Ісаака Ісбрюкера.

## Опис
Загальна довжина представників цього роду коливається від 8,2 до 10,3 см. Голова дещо сплощена зверху. У більшості одонтоди (шкіряні зубчики) з боків голови невеличкі. Більшість має зуби з боковим вістрям. Тулуб кремезний, трохи подовжений. Спинний плавець складається з 1 жорсткого та 7 м'яких, гіллястих променів. Хвостове стебло овальне у поперечному розрізі. Хвостовий плавець добре розвинений.

## Спосіб життя
Це демерсальні риби. Зустрічаються в струмках і малих річках, що протікають у лісовій зоні на висоті 700 м над рівнем моря, під невеликими водоспадами. Воліють до прозорої або каламутної води, в залежності від пори року, багатої на кисень, а також течій від помірно сильної до дуже потужної. Погано переносять забруднення води. Ці соми тримаються кам'янисто-піщаного (інколи мулистого) дна у водоймах з рослинністю понад берегом. Процес живлення вивчено недостатньо.

## Розповсюдження
Мешкають у річках Рібьєра де Ігуапе та Тібагі з басейну Парани.

## Види
- Isbrueckerichthys alipionis
- Isbrueckerichthys calvus
- Isbrueckerichthys duseni
- Isbrueckerichthys epakmos
- Isbrueckerichthys saxicola